# Valkeisjärvi
Valkeisjärvi este o arie protejată (arie specială de conservare — SAC, sit de importanță comunitară — SCI) din Finlanda întinsă pe o suprafață de 600 ha, integral pe uscat.

## Localizare
Centrul sitului Valkeisjärvi este situat la coordonatele 64°17′38″N 28°47′40″E / 64.2939°N 28.7944°E.

## Înființare
Situl Valkeisjärvi a fost declarat sit de importanță comunitară în august 1998 pentru a proteja 1 specie de animale. Situl a fost protejat și ca arie specială de conservare în aprilie 2015.

## Biodiversitate
Situată în ecoregiunea boreală, aria protejată conține 8 habitate naturale: Taiga vestică, Mlaștini împădurite, Turbării active, Lacuri și iazuri distrofice naturale, Cursuri de apă de la nivel de câmpie la nivel montan, cu vegetație Ranunculion fluitantis și Callitricho-Batrachion, Mlaștini turboase de tranziție și turbării mișcătoare, Izvoare fino-scandinave și mlaștini produse de izvoare bogate în minerale, Turbării Aapa.
La baza desemnării sitului se află o specie protejată de  mamifere: Rangifer tarandus fennicus.
Pe lângă speciile protejate, pe teritoriul sitului au mai fost identificate 2 specii de plante, 4 specii de păsări, 10 specii de pești.